# Гниваньская городская община
Гниваньская городская община (укр. Гніванська міська громада) — территориальная община в Винницком районе Винницкой области Украины.
Административный центр — город Гнивань.
Органом местного самоуправления общины является Гниваньская городская рада.

## Населённые пункты
В состав общины входит 1 город (Гнивань) и 10 сёл (Грижинцы, Могилёвка, Демидовка, Селище, Урожайное, Ворошиловка, Маянов, Борсков, Потоки, Рыжавка).